# Dušan Samec
Dušan Samec, slovenski arhitekt in oblikovalec, * 30. november 1925, Lenart v Slovenskih Goricah, † 20. marec 2010, Celje.
Rojen pod trto v Slovenskih Goricah je mladost preživljal pri starem očetu, velikem vinogradniku, gospodarstveniku in veleposestniku Josipu Mursi ob Muri in prav dedek je bil tisti, ki mu je vcepljal ljubezen do lepega in mu še pred drugo svetovno vojno zaupal prvo nalogo. Nagrada za uspešno opravljeno delo je bilo veliko šestilo, s katerim je narisal mlinsko kolo iz hrastovih desk, ki je poganjalo njihov mlin na Muri.
Po srednji tehniški šoli se je vpisal na ljubljansko fakulteto za arhitekturo, kjer je leta 1957 diplomiral.
Z izkušnjo mojstrskih šol Jožeta Plečnika ter seminarjev Eda Ravnikarja in Eda Mihevca je postal v Ljubljani sodelavec Stanka Bloudka.
Več let je sodeloval s profesorjem Dušanom Grabrijanom, s katerim je raziskoval makedonsko in bosansko hišo.
Vse rokopise je opremil z risbami pri nastanku knjige Makedonska hiša. V Sarajevu mu je veliko pomenilo tesno sodelovanje z akademikom arhitektom Jurajem Neidhardtom, z izjemnim urbanistom, sodelavcem in asistentom slavnega Le Corbusiera v Parizu. Čeprav je vedno hodil po svojih poteh, so učitelji vendarle vplivali na njegov arhitekturni nazor.
Takoj po študiju mu je Eksportprojekt v Ljubljani zaupal opremo prvih mednarodnih razstav radia in telekomunikacij, novih izdelkov, embalaže vina in gradbeništva. Nagrade na natečajih v Zagrebu in Ljubljani, natečajni projekt za letališče Surčin in vrsta drugih so mu odprli pot do oblikovanja paviljonov v Gradcu, Celovcu in Milanu. 
Podedovano posestvo ob stari rimski cesti ga je 1958. leta pripeljalo v Celje, vanj je pripeljal koncertno pevko Marijo Bitenc, s katero si je ustvaril družino.
Od leta 1963 je ustvarjal kot samostojni umetnik - arhitekt in oblikovalec.
V mestu ob Savinji je s samostojnim statusom in pooblastilom za gradbena dela v sodelovanju z Ingradom uresničil več gradbenih projektov, med katerimi je tudi razvoj posebnega betonskega zidaka. 
V industriji je zreškemu Uniorju z oblikovanimi rešitvami proizvodnega programa Tigris omogočil prodor v 72 držav sveta. Večina programa je še danes uspešna.
Oblikoval je merilne naprave za industrijo tehtnic Libela in notranjo opremo za šentjurski Alpos.
Veliko svojega časa je posvečal spomenikom iz granita. Njegov granitni opus je nekakšen trden arhitekturni skansen v Sloveniji, v katerem je izoblikoval lastno likovno govorico med križem in pestjo. Gre za spomenike civilne, nenasilne, nove družbe in obenem spomin na nacistično nasilje nad Slovenci.
Raziskoval je naravni zakon harmonije in svoja dognanja strnil v raziskovalni projekt.